# Pyramid Head
Pyramid Head (赤い三角頭 Akai Sankakutō?), también conocido como Red Pyramid Thing, es un monstruo perteneciente a la serie de videojuegos de terror de supervivencia Silent Hill, desarrollada por Konami. Su distintivo casco en forma de pirámide oculta por completo su rostro, y su comportamiento a menudo implica violencia sexual, lo que lo convierte en un antagonista inquietante y perturbador.
Este personaje hizo su primera aparición en Silent Hill 2, donde persiguió al protagonista, James Sunderland, manifestándose como una manifestación de sus sentimientos de culpa y remordimiento. Desde entonces, ha aparecido en varios juegos de la franquicia, como Silent Hill: Homecoming, New International Track & Field, Silent Hill: Downpour, Silent Hill: Book of Memories, así como en adaptaciones cinematográficas y en el juego Dead by Daylight.
La presencia de Pyramid Head fuera de su contexto original en Silent Hill 2 ha generado opiniones divididas entre los críticos. Algunos argumentan que su inclusión en otras entregas de la serie y en medios no relacionados con los juegos ha diluido su impacto y significado psicológico, mientras que otros lo consideran uno de los monstruos más emblemáticos y memorables del mundo de los videojuegos, manteniendo su poderoso atractivo visual y su capacidad para generar miedo y tensión en los jugadores.

## Nombre
Esta criatura es conocida por varios nombres. El personaje principal de Silent Hill 2 se refería a él como «Pyramid Head». Sin embargo, en el manual oficial se empleaba el nombre «Red Pyramid Thing». Guy Cihi, el actor de voz de James Sunderland, llamó a Pyramid Head, «Triangle Boy». Christophe Gans, el director de la película Silent Hill, lo denominó «Red Pyramid», o simplemente «Red P», como una abreviatura de «Red Pyramid». En los créditos de la película, también se le dio el nombre de Red Pyramid, aunque dentro de la trama, los sectarios lo referían como «The Beast». Aunque el propio Gan creía que su nombre correcto era «Triangle Head», una traducción literal de su nombre original en japonés. En la localización oficial del documental Path of Darkness: Making 'Silent Hill' del estudio Pythagoras, su nombre fue traducido como «Lumberjack». En Silent Hill: Homecoming, el nombre del monstruo se cambió a «Bogeyman». En el juego Dead by Daylight, el personaje es conocido como «The Executioner».

## Concepción y diseño

### Videojuego
La idea principal del director de arte de Silent Hill 2, Masahiro Ito, era crear un «monstruo con una cara oculta». Sin embargo, Ito no quedó satisfecho con sus primeros bocetos, que mostraban al personaje más parecido a un hombre enmascarado. Posteriormente, llegó a un diseño en el que la cabeza comenzó a representarse en forma de pirámide. Según el artista, los ángulos rectos y los bordes afilados del triángulo indican el dolor experimentado. La imagen del monstruo se inspiró en las obras de Francis Bacon. Una de las pinturas del artista, un díptico titulado «Figuras piramidales», mostraba un prototipo lejano del monstruo, una especie de criatura mecanizada. Esta obra fue creada en 1995 durante los años estudiantiles de Ito. La apariencia del casco fue influenciada por el diseño del casco del tanque alemán Tiger II y el interceptor de misiles experimental Lippisch P.13a.
De todas las criaturas presentes en la segunda parte de la serie, solo Pyramid Head parece un hombre. Se asemeja a un hombre pálido vestido con una túnica blanca, manchada de sangre en algunos lugares, lo que le otorga un parecido con un carnicero. Pyramid Head no habla y solo emite sonidos guturales como gruñidos o gemidos. Su rasgo característico es un gran casco triangular rojo hecho de metal. No presenta rendijas para los ojos ni otras aberturas, solo un cuadrado oscuro a la izquierda del eje. La principal arma del monstruo es su gran cuchillo, el cual luego es reemplazado por una lanza. Ito deseaba que Pyramid Head no fuera simplemente un jefe convencional. A pesar de su aparente hostilidad hacia James, no es el enemigo directo del protagonista. Pyramid Head es más bien un personaje recurrente que persigue al héroe hasta el final.
Según el manual Lost Memories, la apariencia de Pyramid Head estuvo influenciada por la figura de los verdugos que anteriormente realizaban ejecuciones rituales en la ciudad. Estos verdugos llevaban capuchas rojas y túnicas ceremoniales para asemejarse a Valtiel. Al igual que Valtiel, Pyramid Head persigue constantemente al protagonista del juego. Si se quitara el casco, resultaría obvio que la apariencia de ambos monstruos es sorprendentemente similar. Esto se explica por el hecho de que la túnica del verdugo y algunos otros detalles de la vestimenta, como los guantes, se basaron en la apariencia de Valtiel. Según Takayoshi Sato, el diseñador de personajes de Silent Hill 2, Pyramid Head es un «recuerdo distorsionado de los verdugos» que llevaban máscaras y empuñaban lanzas. Su apariencia también estuvo influenciada por el dios indio ficticio Xuchilpaba.
En Silent Hill: Homecoming, se rediseñó ligeramente la apariencia del monstruo. Cambió el color de la pirámide a negro y la hoja, similar a un grotesco cuchillo militar, se adaptó en un estilo más bélico. En resumen, su imagen fue ampliamente influenciada por la primera adaptación cinematográfica. Según Jason Allen, el diseñador principal de Double Helix Games, la inclusión del monstruo en Homecoming fue una decisión difícil. Considerando el papel de Pyramid Head en Silent Hill 2, los desarrolladores optaron por usarlo en el proyecto «como una representación del mito de que los padres deben mantener a los niños alejados de los peligros». Sin embargo, durante el E3, los creadores aún no pudieron aclarar por qué el monstruo apareció en el juego, aparte de expresar su simpatía por su versión cinematográfica.

### Películas

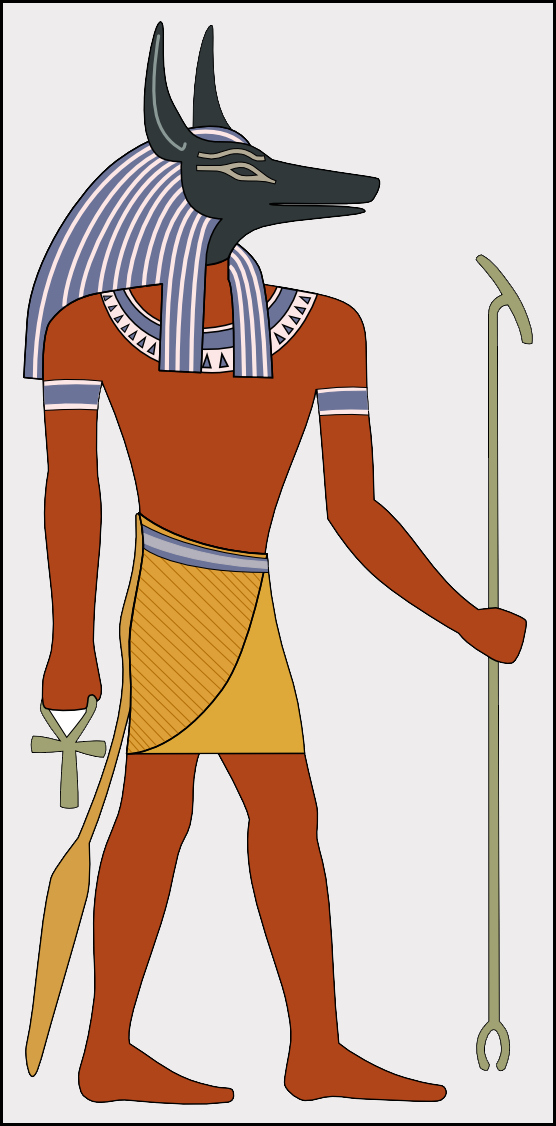
En la película, el director quiso resaltar las similitudes entre Pyramid Head y Anubis.

Christophe Gans, director de la película Silent Hill, planteó que dado que Pyramid Head era uno de los verdugos en la historia original de la ciudad, no tiene una representación personalizada o específica de su ser. En la película, el diseño de Pyramid Head fue modificado. La forma del casco cambió, con una de las aristas proyectándose hacia adelante, con una punta prominente; se añadieron aberturas de rejilla en la pirámide y su color cambió de rojo oscuro a gris. En lugar de su anterior vestimenta y guantes, Pyramid Head lleva un delantal hecho de piel humana, dejando su pecho y manos al descubierto. En la película, Pyramid Head es aproximadamente un 30% más alto que el resto del elenco. A diferencia del juego, donde el cuerpo del monstruo está deformado y Pyramid Head parece casi como un jorobado, en la adaptación cinematográfica se muestra alto y musculoso.
El director describió la nueva construcción del casco como una «copa». Reconoció que le resultaba interesante tomar un personaje basado en gráficos por computadora y darle vida en la realidad. Según él, el casco de forma piramidal es perfecto para la animación, pero no es adecuado para el rodaje, ya que la persona debajo no podría moverse. Por lo tanto, la lógica original del diseño «simplemente deja de funcionar». Gans explicó todas las transformaciones diciendo que quería asemejar a Pyramid Head a Anubis, el dios de la muerte y el inframundo en la mitología egipcia, y al «Dios guerrero» de la franquicia Stargate. La dirección de Konami y el compositor de la serie, Akira Yamaoka, quedaron encantados con el nuevo diseño. Gans presentó a Pyramid Head, al igual que a todos los demás personajes de la película, «desde una perspectiva femenina». La psique femenina influye en su apariencia, vestimenta y características físicas. Radha Mitchell, quien interpretó a Rose DaSilva, describió al monstruo como un símbolo y un presagio del avance de la oscuridad.
Michael J. Bassett, directora de la película Silent Hill: Revelation, creía que los jugadores «se emocionarían» al descubrir que el monstruo, ausente en Silent Hill 3, regresaría en la película. Consideraba que no se podía ignorar la popularidad de esta criatura tan reconocible de la primera adaptación cinematográfica. En la secuela, Bassett utilizó al monstruo como reflejo de la situación psicológica en la que se encuentra la protagonista, Heather. Aunque ella tiene dieciocho años, su padre sigue siendo muy importante para ella. Por lo tanto, Pyramid Head representa la masculinidad, cumpliendo funciones protectoras y opresivas al mismo tiempo. De esta manera, esto se convirtió en un contraste con la feminidad presentada en la primera película. Bassett destacó que Pyramid Head no es simplemente una criatura que deambula por los alrededores matando todo a su paso. Tiene un propósito dentro del contexto de la historia. Pyramid Head podría haber surgido como un reflejo de los sufrimientos de los pacientes sometidos a lobotomía, o como una representación del carnicero, que se dedicaba a preparar «comida rápida». Al hablar sobre la psicosexualidad del mundo de Silent Hill, él afirmó: «Tienes a Pyramid Head arrastrando enfermeras y teniendo relaciones sexuales con ellas en los pasillos. Debo decir que mi película no trata sobre eso».
| «En el juego, los monstruos son más bien una parodia de los humanos. Los verdaderos monstruos son las personas, los sectarios que atormentaron a Alessa. A medida que me adentraba en la realización de la película, comprendí que retratar a los monstruos como simples bestias que saltan desde una esquina no era suficiente.» —Christopher Gans, entrevista para el sitio web 1UP.com |

En las películas, el papel de Pyramid Head fue interpretado por el bailarín y coreógrafo profesional Roberto Campanella. Cuando el creador de efectos especiales, Patrick Tatopoulos, se enteró de que la película necesitaba un personaje como ese, decidió hacerlo completamente diferente a otros monstruos. El objetivo de Patrick era crear un traje que el actor pudiera llevar durante todo el día. Trabajó con materiales muy ligeros a los que les dio un aspecto pesado mediante la coloración. Campanella admitió que el traje resultó sorprendentemente ligero y cómodo, convirtiéndose literalmente en la «segunda piel» del actor. Estaba compuesto por cinco partes que se adherían directamente al cuerpo de Campanella. Las piernas y los glúteos se maquillaban, ya que el monstruo no llevaba ropa interior. El proceso de vestirse con el traje y el maquillaje llevaba entre dos horas y media y tres horas. Para hacer que las piernas parecieran más largas de lo normal, el diseñador utilizó botas con suelas de 38 centímetros cubiertas con fundas «pieladas». En ambos lados de cada bota se adjuntaron placas metálicas que permitían fijar los tobillos. En la segunda adaptación cinematográfica, Campanella se desplazaba sobre zancos. La altura del monstruo alcanzaba casi los tres metros, y el arma visualmente duplicaba su tamaño. Adelaide Clemens, quien interpretó el papel principal de Heather, consideraba a Pyramid Head como un monstruo «impresionante».
Radha Mitchell llamó a Pyramid Head uno de sus personajes favoritos. Ella describió al monstruo como un enorme personaje mítico, aterrador pero hermoso. «Él imponía cierto respeto con su imponente tamaño. Y sus movimientos eran simples, pero extremadamente efectivos [...] Todas las mujeres se volvían locas por él porque caminaba por el set con las nalgas al aire. Y aunque por delante era muy aterrador, por detrás no tenía ese efecto», dijo la actriz. Sin embargo, debido al casco, nunca tuvo la oportunidad de ver el rostro del actor en el set de filmación. Campanella se esforzó por replicar con precisión los movimientos del personaje del videojuego. Sin embargo, esta tarea resultó ser más complicada de lo que esperaba el coreógrafo al trabajar con el traje. Los movimientos de Pyramid Head parecían desafiar la gravedad. Durante el rodaje de la película, el actor no podía ver nada más que el suelo frente a él, lo que dificultaba el equilibrio de sus movimientos. También señaló lo difícil que era simular el peso de la espada cuando en realidad era ligera.

## Simbolismo y análisis

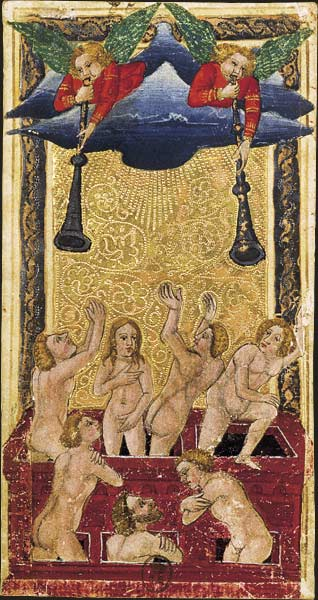
Pyramid Head corresponde a la carta de El Juicio.

En el pueblo de Silent Hill, influenciado por la psique de sus visitantes, se genera una dimensión alternativa que varía de un personaje a otro. En Silent Hill 2, el protagonista James Sunderland es clave en esta variación del pueblo. Numerosos monstruos que deambulan por Silent Hill simbolizan su culpa, su anhelo de castigo y la represión sexual que ha experimentado como consecuencia de la enfermedad de su esposa durante los últimos tres años. Los Pyramid Heads solo encuentran su fin cuando James acepta su propia responsabilidad en la muerte de Mary. La esposa de James fallece debido al resentimiento, la decepción y el deseo de James de poner fin a su sufrimiento. James sabía que ella sufría de una enfermedad incurable y trató de encontrar una cura en libros de medicina. En las etapas avanzadas de su enfermedad, su aspecto se volvió físicamente desagradable, a veces alejando a James y otras buscando desesperadamente un rayo de esperanza en él para su recuperación. El saber que la enfermedad era incurable llenaba a James de ira y dolor.
En la guía Lost Memories, los desarrolladores del juego señalaron que la criatura dejó numerosas incógnitas que los jugadores debatieron intensamente. Pyramid Head constantemente asesina a Maria, una mujer que guarda un gran parecido con Mary. A través de este ciclo de muerte, el monstruo busca evocar en James el recuerdo del fallecimiento de su esposa, induciéndolo a experimentar sentimientos de culpa y sufrimiento. La figura del monstruo se inspira en la representación de un verdugo en la pintura «Misty Day, Remains of Judgement», que James observó durante su visita a la ciudad tres años antes de los acontecimientos principales del juego. Por lo tanto, Pyramid Head encarna el anhelo de ser castigado, generado por el subconsciente del protagonista, con la intención de sacar a James de su autoengaño.
Los críticos han elaborado diversas teorías sobre la interpretación y el significado del monstruo. Por ejemplo, Christina González, columnista de la revista The Escapist, sugiere que Pyramid Head es una representación de un verdugo oscuro y seductor, un delirio masoquista de James, la personificación de la justicia y un demonio de pesadilla que reside dentro de nosotros mismos. Ken Gagne, columnista de Computerworld, especula que el monstruo es un reflejo de la ira y la culpa de James. El crítico de IGN, Jesse Schedeen, analiza el papel de Pyramid Head a lo largo de toda la franquicia como una «manifestación de culpabilidad», comentando que es la forma más grotesca y dolorosa del arrepentimiento. Mikel Reparaz de GamesRadar consideró que el monstruo es una manifestación directa de la culpa y el odio de James hacia sí mismo, sugiriendo que posiblemente bajo el casco se encuentre el rostro del protagonista. Ivan Vasiliev, el crítico de 3DNews Daily Digital Digest, propuso una interpretación en la que la última aparición de los dos Pyramid Heads está relacionada con el asesinato de otro personaje, Eddie. Por lo tanto, los dos monstruos representan las dos muertes en las que el protagonista está involucrado.
Ivan Vasilenko, el crítico de la revista Best Computer Games, planteó la idea de que Pyramid Head adquiere el gran cuchillo solo después de que James toma el cuchillo ensangrentado de Angela Orosco. Cuando usa esta arma, los movimientos del monstruo se vuelven lentos, como si el peso del asesinato de Mary se reflejara en su perseguidor. La lanza de Pyramid Head aparece después de que el protagonista encuentra un tubo oxidado con el que puede atravesar los cuerpos de sus enemigos. Esto simboliza la influencia de James en su alter ego. Vasilenko también señaló que el monstruo aparece nueve veces a lo largo del juego, y justo antes del encuentro final, el jugador recibe nueve puntos de guardado, representados por hojas de papel rojas. Sin embargo, Christophe Gans no estaba de acuerdo en que Pyramid Head fuera una creación exclusiva de James. Para él, lo que representa como producto de la conciencia del protagonista es solo una de las posibles interpretaciones. El director explicó: «No hay que olvidar que Silent Hill y Pyramid Head existían antes de la 'historia' de James».

### Comportamiento y temática sexual
En Internet, Pyramid Head es conocido como un símbolo de violencia sexual. La periodista independiente Samanta Xu observó en su artículo Love Triangle que Pyramid Head suscita una respuesta apasionada en la mayoría de las mujeres, basada no solo en la exitosa visualización del personaje, sino también en su potencial atractivo para las jugadoras. Al explorar las reacciones de las seguidoras femeninas, lo describió como un «rompecorazones y un ídolo adolescente cuya mística surge de una inclinación hacia la violencia sexual». Natasha Whiteman, doctora en la Universidad de Leicester, argumentó que, dada la presencia del monstruoso harén de enfermeras de Pyramid Head y su «enorme arma», el monstruo podría ser visto como el macho alfa entre los monstruos de Silent Hill. Algunos fanáticos admitieron sentir amor y atracción sexual por él, resaltando su papel como segador y describiéndolo como un objeto fetichista cuya naturaleza despiadada y sociópata no está limitada por obligaciones morales o sociales.
El Dr. Ewan Kirkland de la Universidad de Kingston no se sorprendió por esta reacción. Afirmó que la expresión de la sexualidad por parte de Pyramid Head proviene de su papel dominante en la narrativa y consiste en evocar miedo y disgusto. El doctor opinó que la franquicia se inspira en el trabajo de Francis Bacon, Hans Bellmer y Allen Jones, y dado que muchos de los tropos que emplea implican el sadomasoquismo, el personaje «está destinado a seguir el mismo camino». Cory Silverberg, representante de la Asociación Estadounidense de Sexólogos, Consejeros y Terapeutas, enfatizó la importancia de establecer límites entre la realidad y la fantasía. Sintió que Pyramid Head era un lienzo oscuro sobre el cual proyectar sentimientos sexuales, pero añadir violencia lo volvía menos claro. Silverberg se preguntó si el monstruo seguiría siendo atractivo si la violencia sexual del juego fuera más realista.

## Apariciones

### Videojuegos
En Sillent Hill 2, tras recibir una carta de su difunta esposa Mary y llegar a la brumosa ciudad de Silent Hill, el protagonista James Sunderland se encuentra con Pyramid Head en varias ocasiones a lo largo del juego. Su primera aparición ocurre en Wood Side Apartments, donde se le ve inmóvil, parado detrás de las rejas sin intentar atacar al personaje principal. Más adelante, en uno de los apartamentos, James se encuentra con la perturbadora escena donde Pyramid Head viola y mata a dos maniquíes, criaturas compuestas por muslos y piernas entrelazados. Asustado, el protagonista se refugia en un armario y dispara varias veces a Pyramid Head, logrando que se retire. Cuando James pregunta a otro personaje, Eddie, acerca del monstruo, este responde que no sabe nada al respecto. Luego, el protagonista se encuentra con el monstruo en el sótano de otro edificio de apartamentos, Blue Creek Apartments, donde viola a Lying Figure y después intenta matar a James con su gran cuchillo. Minutos más tarde, tras el sonido de la sirena, desciende por las escaleras hacia el agua.
Pyramid Head ataca a James en el techo del Hospital Brookhaven y luego persigue a James y María, en el sótano del hospital. James logra alcanzar el ascensor, pero María muere. Después de esto, Pyramid Head se puede encontrar en dos lugares en el laberinto debajo del lago Toluca. En uno de ellos, el protagonista descubre a María, viva e ilesa, encerrada en una habitación cerrada con llave. Él se va, prometiendo encontrar un camino hacia ella. No muy lejos, el personaje principal se encuentra con Pyramid Head, armado con una lanza. Después de que James llega al otro lado de la jaula, descubre que María ya está muerta. Finalmente, en un hotel incendiado, James se encuentra con dos verdugos a la vez: estos matan a María, crucificada en una estructura de metal, con lanzas, y luego se enfrentan a James. Al final de la batalla, los Pyramid Heads se suicidan atravesándose la garganta con las lanzas. Inicialmente se pensó que el remake de Silent Hill 2 incluiría la historia del origen de Pyramid Head, basándose en una descripción del producto en Best Buy. Sin embargo, posteriormente se descubrió que en realidad se trataba de una traducción incorrecta.
En Silent Hill: Homecoming, hace su aparición en tres ocasiones distintas. En el Grand Hotel, pasa cerca del protagonista, Alex. Posteriormente, aparece en la iglesia, donde despedaza al padre del protagonista. La última vez que se le encuentra es en el final, donde dos Pyramid Heads colocan una pirámide en la cabeza de Alex. Como resultado, su papel en la sexta entrega de la serie se reduce a unas pocas escenas no interactivas. En Origins, la criatura solo se muestra como una pintura en la pared.
Pyramid Head se presenta como un jefe en el videojuego de disparos en primera persona Silent Hill: The Arcade. También se puede encontrar a Pyramid Head como personaje jugable en el juego de ordenador New International Track & Field para Nintendo DS. El monstruo tiene un breve cameo en Silent Hill: Downpour. En el final, Pyramid Head sorprendentemente corta un pastel para el personaje principal Murphy, a pesar de que Brian Gomez de Vatra Games había declarado previamente que no aparecería en la octava parte de la serie. El productor de la serie, Tomm Hulett, expresó que la inclusión de Pyramid Head en Downpour sin la presencia de James no tenía sentido. El monstruo aparece como un enemigo en Silent Hill: Book of Memories, donde uno de los personajes no juagbles se embarca en una misión para derrotarlo.
Pyramid Head se incorporó como personaje jugable en el juego multijugador Dead by Daylight como parte de la expansión temática de Silent Hill. En el juego, un grupo de cuatro jugadores controla a «supervivientes» desarmados, mientras que otro jugador asume el papel de «asesino» que intenta capturar y sacrificar a todos sus oponentes. La habilidad especial de Pyramid Head le permite crear surcos en el suelo con su gran cuchillo, estableciendo trampas; si algún superviviente pisa uno de estos surcos, sufrirá un peligroso efecto que facilitará la captura y el sacrificio por parte de Pyramid Head. Masahiro Ito expresó su insatisfacción con el diseño de Pyramid Head en este juego, ya que consideraba que copiaba demasiado la imagen original del monstruo de Silent Hill 2. En su opinión, la apariencia específica de Pyramid Head en el juego original estaba estrechamente ligada a James Sunderland, siendo un «reflejo oscuro» de su psique, una encarnación de la ira y la amargura del personaje hacia su esposa. De hecho, Ito creó otro diseño alternativo llamado «White Hunter», con un casco piramidal de color blanco puro y sin rastros de sangre ni óxido. Habría estado encantado si Dead by Daylight hubiera optado por utilizar este diseño en lugar del original. Los periodistas especularon que «White Hunter» podría haber sido una reacción del diseñador a las imágenes alteradas de Pyramid Head en Silent Hill: Homecoming y la película Silent Hill. La inclusión de Pyramid Head en Dead by Daylight generó una discusión humorística sobre sus nalgas: la descripción de uno de los arreglos informó que se había solucionado un error que hacía que «el trasero de The Executioner pareciera demasiado plano». Posteriormente, los desarrolladores aclararon que esto se refería a problemas con la animación de la tela del delantal y no a intentos de cambiar de alguna manera el modelo del personaje.

### Adaptaciones cinematográficas

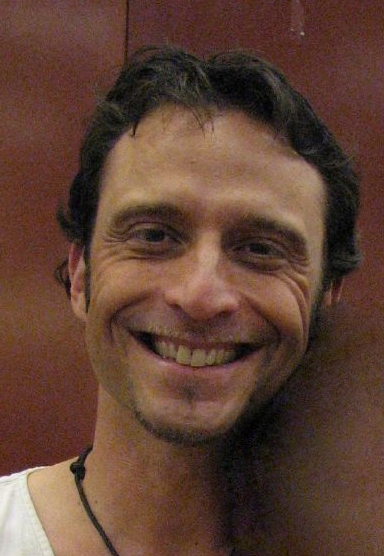
Roberto Campanella, actor de Pyramid Head en las adaptaciones cinematográficas de Silent Hill.

Aunque la trama de la adaptación cinematográfica de 2006 se basa en los acontecimientos del primer juego, donde Pyramid Head estaba ausente, aparece varias veces en la película. Por ejemplo, en la escuela primaria Midwich, con la llegada de la oscuridad, ataca a Rose DaSilva y Sybil Bennett. Pyramid Head emerge en el cuadro entre las Cucarachas con un enorme cuchillo en una mano y el cadáver de un cultista asesinado en la otra; cuando las mujeres se encierran en la habitación, él perfora la puerta de acero con su cuchillo y luego mete la mano por el hueco resultante. Sybil dispara al brazo de Pyramid Head a quemarropa con una pistola, lo que obliga al monstruo a retirarse. Más tarde, cuando la cultista Anna arroja piedras a la renegada Dahlia Gillespie, ella señala con el dedo al agresor. En ese momento, Pyramid Head aparece detrás de Anna. La levanta en el aire, le arranca la ropa, la despelleja de un tirón y arroja la piel desollada a las puertas que se cierran de la iglesia.
Inicialmente se desconocía si el monstruo aparecería en Silent Hill 2. Un columnista del sitio web Kotaku sugirió que Pyramid Head aparecería en la segunda adaptación cinematográfica, aunque representantes de Konami negaron esta información. Sin embargo, el 27 de julio de 2012 se lanzó el tráiler oficial de la película, dejando claro que el monstruo aún estaba presente en Silent Hill: Revelation 3D. En la segunda película, Pyramid Head aparece por primera vez en la pesadilla de la protagonista Heather, donde estaba girando en un carrusel. Más tarde se puede ver entre los dibujos de Harry Mason. En el hospital, blandiendo un cuchillo, corta las manos de varios pacientes. La escena final, ambientada debajo de un parque de diversiones, muestra a Pyramid luchando contra la Sacerdotisa. Aunque mata al monstruo, no ataca a Heather, su padre ni a Vincent.

### Otros
El monstruo es prácticamente el único personaje conocido que aparece en el universo de los cómics. Pyramid Head hace su aparición en la novela gráfica de 2005, Silent Hill: Paint it Black, escrita por Scott Ciencin y Shaun Thomas. Él hace un pequeño cameo en el cómic Sinner's Reward (2008), publicado por IDW. El autor del cómic, Tom Waltz, posteriormente consideró un error incluir a este personaje en su obra. En su opinión, Pyramid Head es una construcción psicológica creada por James: «Al mismo tiempo, no creo que haya arruinado el cómic. A algunas personas les gustó mucho. Algunos creen que Pyramid Head debería estar en todas las historias».
Además, el personaje estuvo presente en una atracción de terror llamada «Sinister Pointe», basada en la franquicia Silent Hill, en el condado de Orange, California, que se llevó a cabo del 2 al 31 de octubre de 2009. En Halloween de 2012, en los parques Universal Studios Hollywood y Universal Studios Florida, se inauguró otra atracción temática con la participación del monstruo, coincidiendo con el estreno de la segunda película. Pyramid Head es el personaje principal en el cortometraje Fukuro, donde se muestra agrediendo sexualmente a otros monstruos.

## Productos
Los productos relacionados incluyen una variedad de artículos. Por ejemplo, a partir del 10 de diciembre de 2010, la tienda Konami Style ofreció una figura coleccionable de Pyramid Head de 32 centímetros de Silent Hill 2, fabricada en resina dura. Sin embargo, esta oferta estaba disponible únicamente en Japón. Desde el 5 de mayo de 2011, también se ofrecía una figura del Boogeyman de tamaño similar en la misma tienda. En la Convención Internacional de Cómics de San Diego de 2012, ToyMunkey Studios presentó otra figura de Pyramid Head sosteniendo su icónico gran cuchillo, así como una figura reclinada, ambas hechas de cloruro de polivinilo en una escala de 1:6 y de 33 centímetros de alto.
El 5 de agosto, durante el evento Wonder Festival, se exhibió una versión pintada de la figura. La producción en serie, que originalmente estaba programada para la temporada otoño-invierno de 2012, tuvo lugar en febrero de 2013. Además, el producto también estaba disponible para su compra en Estados Unidos. La portada del producto fue creada por Masahiro Ito. Sin embargo, en julio de 2013, durante la Comic-Con de San Diego, se presentó otra escultura del monstruo, esta vez mostrando a un maniquí, con una altura de 33 centímetros, creada por el escultor Shinya Akao del estudio Gecco Corp.
Los compradores estadounidenses de Silent Hill: Homecoming que reservaron el juego en las tiendas de Circuit City recibieron un llavero de Pyramid Head de regalo. El 28 de marzo de 2013, se lanzó una colección en la tienda en línea Amazon.fr que incluía las dos primeras adaptaciones cinematográficas de la serie, completas con una figura de Pyramid Head, disponible en el lote número 1500. Los presentadores del programa Man At Arms: Reforged forjaron en Baltimore una réplica del gran cuchillo de casi dos metros de longitud, basado en Silent Hill: Homecoming.

## Recepción
La respuesta crítica hacia Pyramid Head fue en gran medida favorable debido a su apariencia distintiva y su papel en el destino de James. Los críticos lo consideran el villano icónico de la serie, el favorito de los fanáticos, y uno de los elementos centrales del atractivo de Silent Hill 2, así como uno de los personajes de terror más famosos. Ron Dulin de GameSpot comparó la apariencia del monstruo con la del maníaco Leatherface, el principal antagonista de la franquicia The Texas Chainsaw Massacre, y lo llamó el monstruo más aterrador de Silent Hill 2. Ivan Vasilenko destacó las similitudes del monstruo con Darth Vader. Christina González lo describió como uno de los antagonistas de videojuegos más memorables. Travis Fahs de IGN, en su retrospectiva del género de terror de supervivencia, afirmó que el personaje es uno de los villanos más aterradores de los videojuegos. La revista Empire lo llamó el personaje más impactante en la historia de los videojuegos. El crítico de Game Set Watch, Leigh Alexander, consideró la violación de los maniquís como la escena más inquietante en la historia de los videojuegos. El diseñador Frank Russo consideró que su casco en forma de pirámide era la característica visual más distintiva del juego.

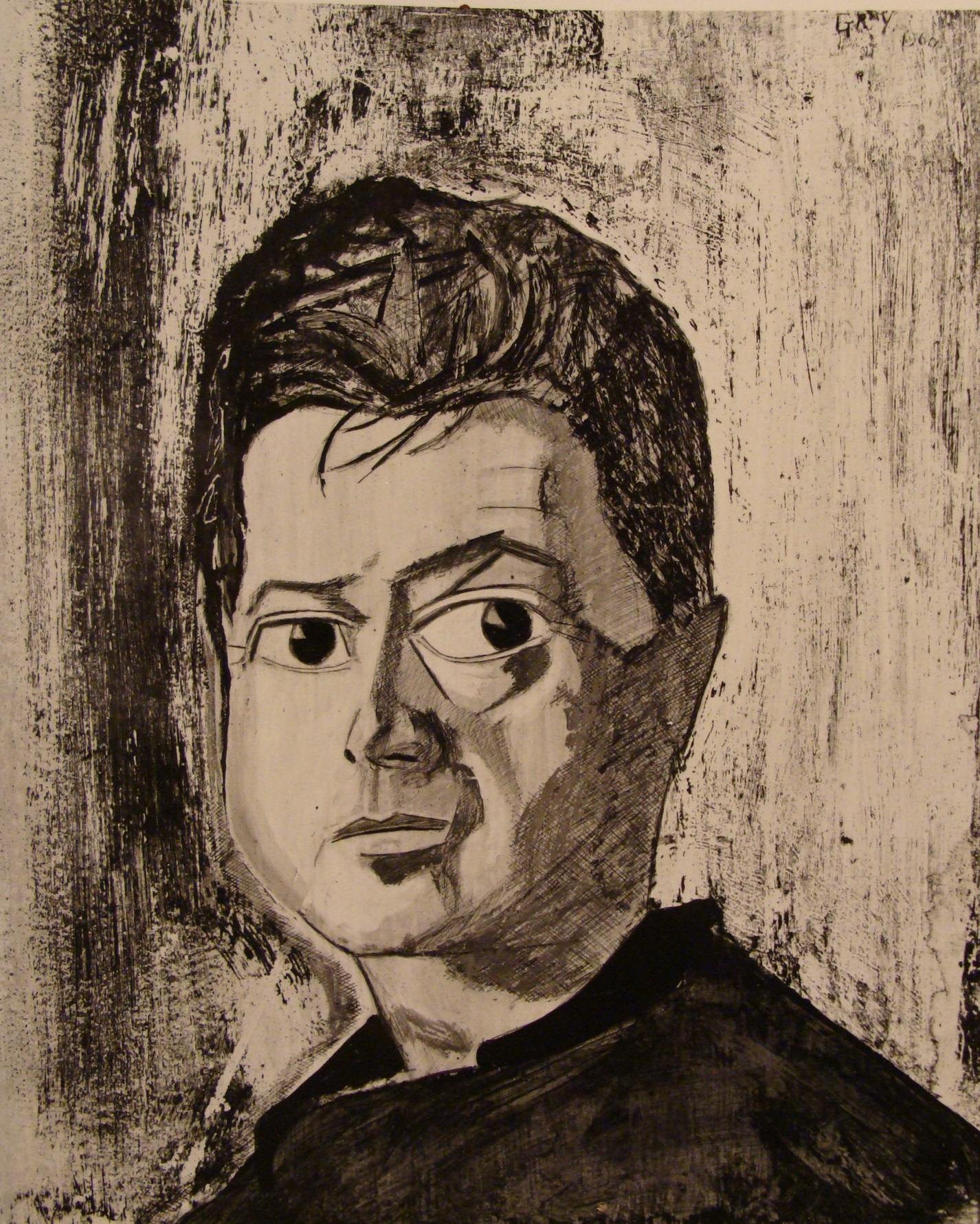
Retrato de Francisco Bacon. La imagen de Pyramid Head está basada en la obra de este artista expresionista inglés.

Cameron Lewis, crítico de Official Xbox Magazine, consideró a la criatura como la más reconocible de la serie. Opinó que su tocado «poco práctico» no le impedía alcanzar a sus víctimas y afirmó que ni siquiera quería pensar en lo que podría hacer Pyramid Head cuando nadie estuviera mirando. Johnny Minkley, crítico de Eurogamer, utilizó epítetos como «magnífico» y «aterrador» al describir al antagonista. Daniel Gross, un empleado de Examiner.com, llamó a Pyramid Head su monstruo favorito y creía que solo él, vestido con una figura geométrica simple, podía asustar al mismo tiempo. Emmanuel Brown, crítico de Strategyinformer.com, calificó las apariciones de Pyramid Head como los mejores momentos del juego en todo el relanzamiento.
Sergei Tsilurik, columnista de Gameland, señaló que Pyramid Head es el único monstruo en la historia de los videojuegos que viola a otros monstruos, y sus hazañas sexuales se han convertido en el blanco de muchas bromas y parodias. Cada encuentro con el verdugo «misterioso, invulnerable y cruel» fue considerado, según el autor, inolvidable. El crítico consideró a Pyramid Head como un ejemplo de cómo debería ser un enemigo en un juego de terror.
Las apariciones de Pyramid Head fuera de Silent Hill 2 recibieron críticas mixtas. En general, los críticos estuvieron de acuerdo en que el monstruo aparece en Homecoming solo como un gesto para complacer a los fanáticos. Chebotarev Oleg, de la revista Igromania, criticó severamente a Pyramid Head, argumentando que había sido «degradado» y que ahora «actuaba como un payaso de feria», señalando que en la sexta entrega de la serie «cojeaba [...] con el único propósito de presumir su casco actualizado». Nick Breckon de Shacknews expresó su insatisfacción con la aparición del monstruo, argumentando que usarlo como un personaje recurrente y un villano estándar era un tanto decepcionante y cansador: «¿Dónde está el misterio en el nuevo tocado?», cuestionó.
La representación cinematográfica de Pyramid Head ha generado una impresión controvertida entre los críticos de cine. Algunos lo han descrito como un verdugo inquietante y amenazador. Sergei Tsilurik escribió que la inclusión de Pyramid Head en la película no está justificada por la trama. Igor Varnavsky comparte la misma opinión, argumentando que los episodios que involucran al monstruo son «inverosímiles» y su presencia solo se justifica porque el guionista no podía ignorar a un personaje tan llamativo. Sergei Neprozvanov, empleado de la revista Igromania, comentó que las adaptaciones cinematográficas de la franquicia prestan más atención a Pyramid Head que al aspecto psicológico.
A Roman Volokhov, columnista del sitio web Kinonews, elogió la interpretación del monstruo en la segunda adaptación cinematográfica. A Volokhov le pareció mucho más llamativo que la mayoría de los otros personajes. Pyramid Head fue el único que le despertó interés y una simpatía perturbadora. Oleg Zintsov, empleado del periódico Vedomosti, expresó la opinión de que en Silent Hill: Revelation 3D solo la actuación de Malcolm McDowell en el papel de Leonard Wolf podría rivalizar con las escenas protagonizadas por Pyramid Head, el monstruo arácnido y las enfermeras. Sergei Krikun, crítico de World of Fantasy, opina que se pueden sacar conclusiones sobre la película basándose en el cartel publicitario, en el que el Pyramid Head «se esfuerza por mirar fijamente a los ojos del espectador». Además, describió su pelea final «con un cierto aire a cenobita» y «monstruosa». Ivan Vasiliev comparte una perspectiva similar. Según él, la batalla que supuestamente sería el clímax de la película no alcanzaba la intensidad del desenlace de la primera parte.